# Salicornie

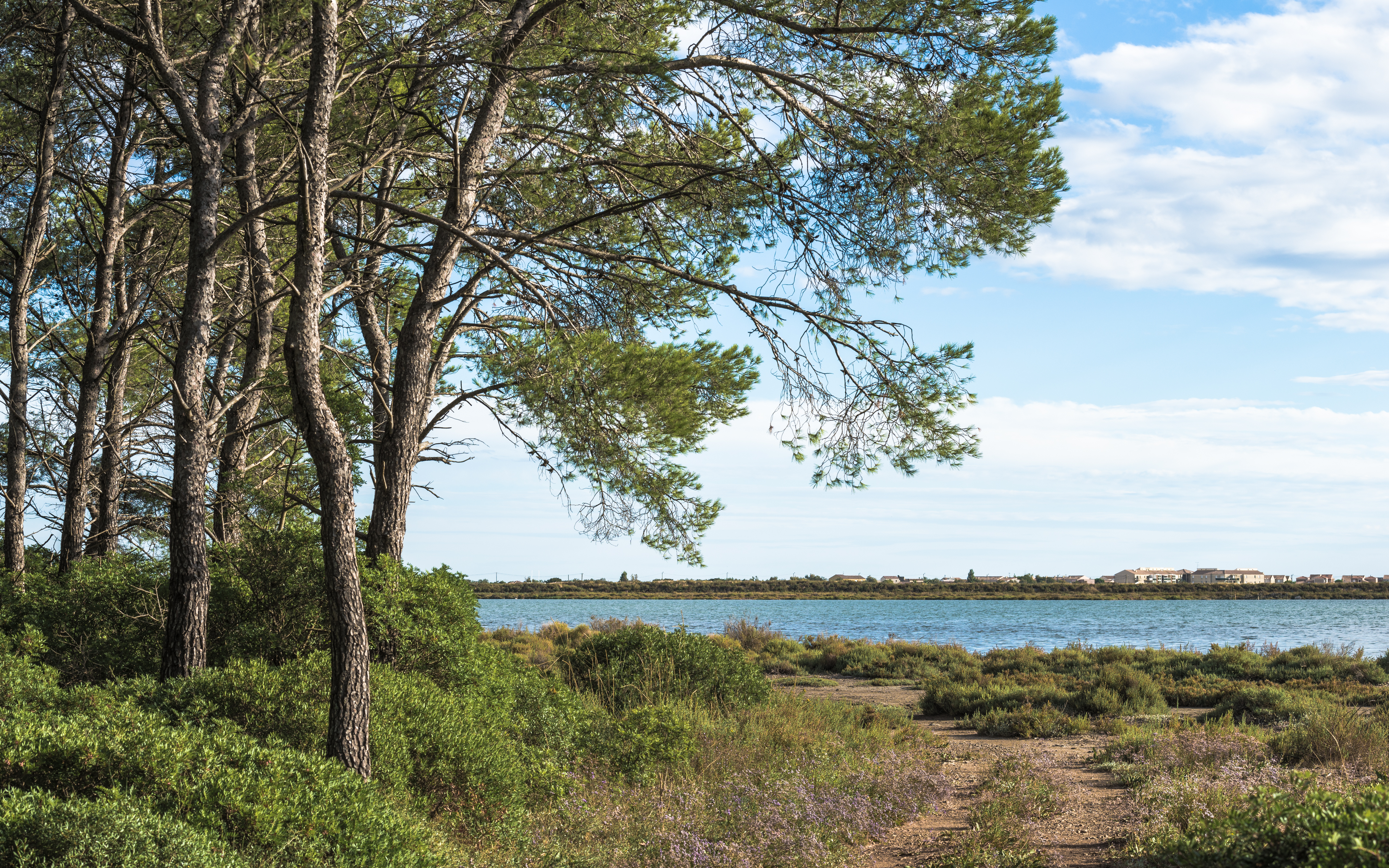
Habitat pe malul Étang d'Ingril, Hérault, Franța

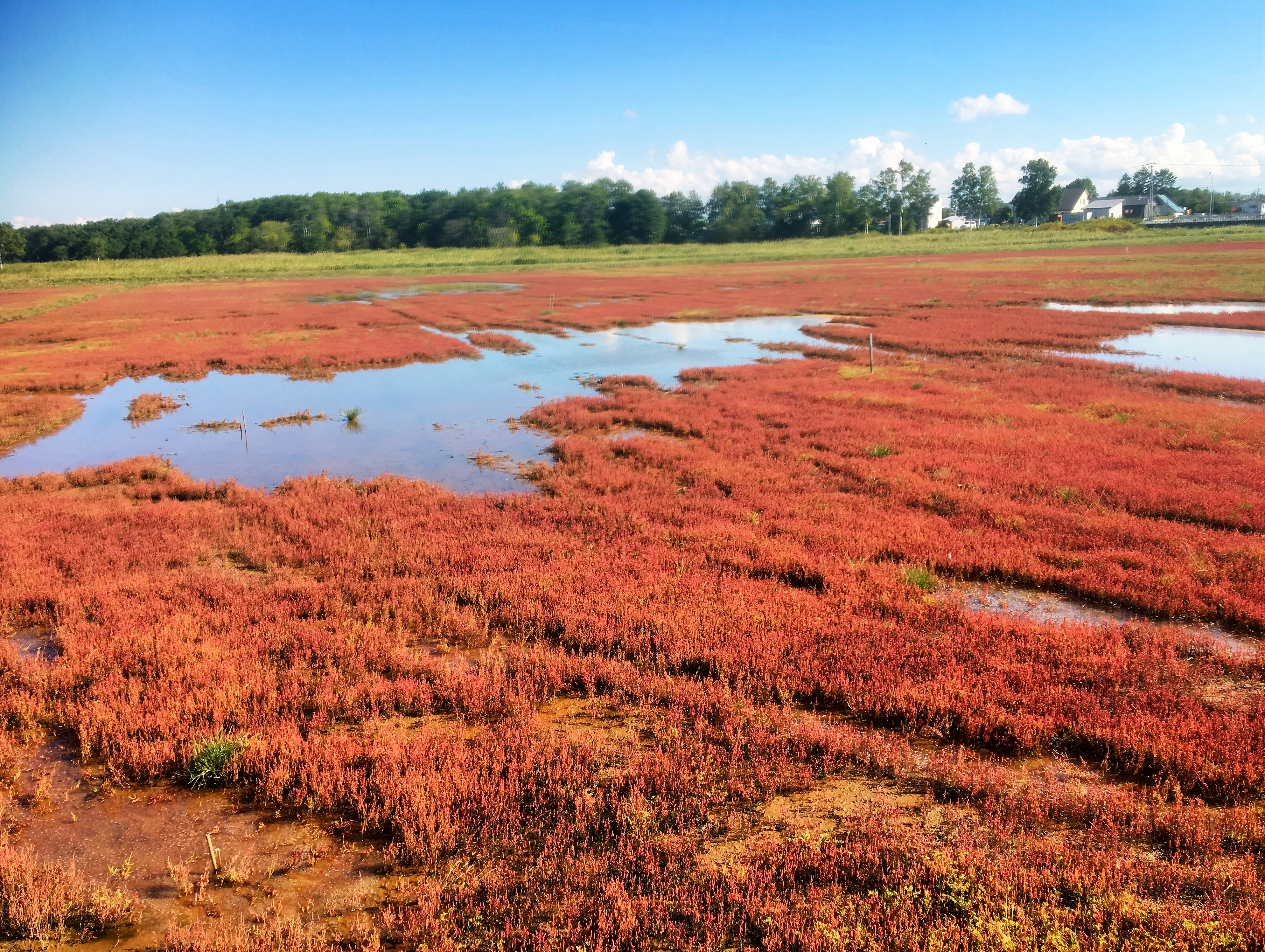
Salicornia europaea (toamna), Lacul Notoro, Abashiri, Hokkaido, Japonia

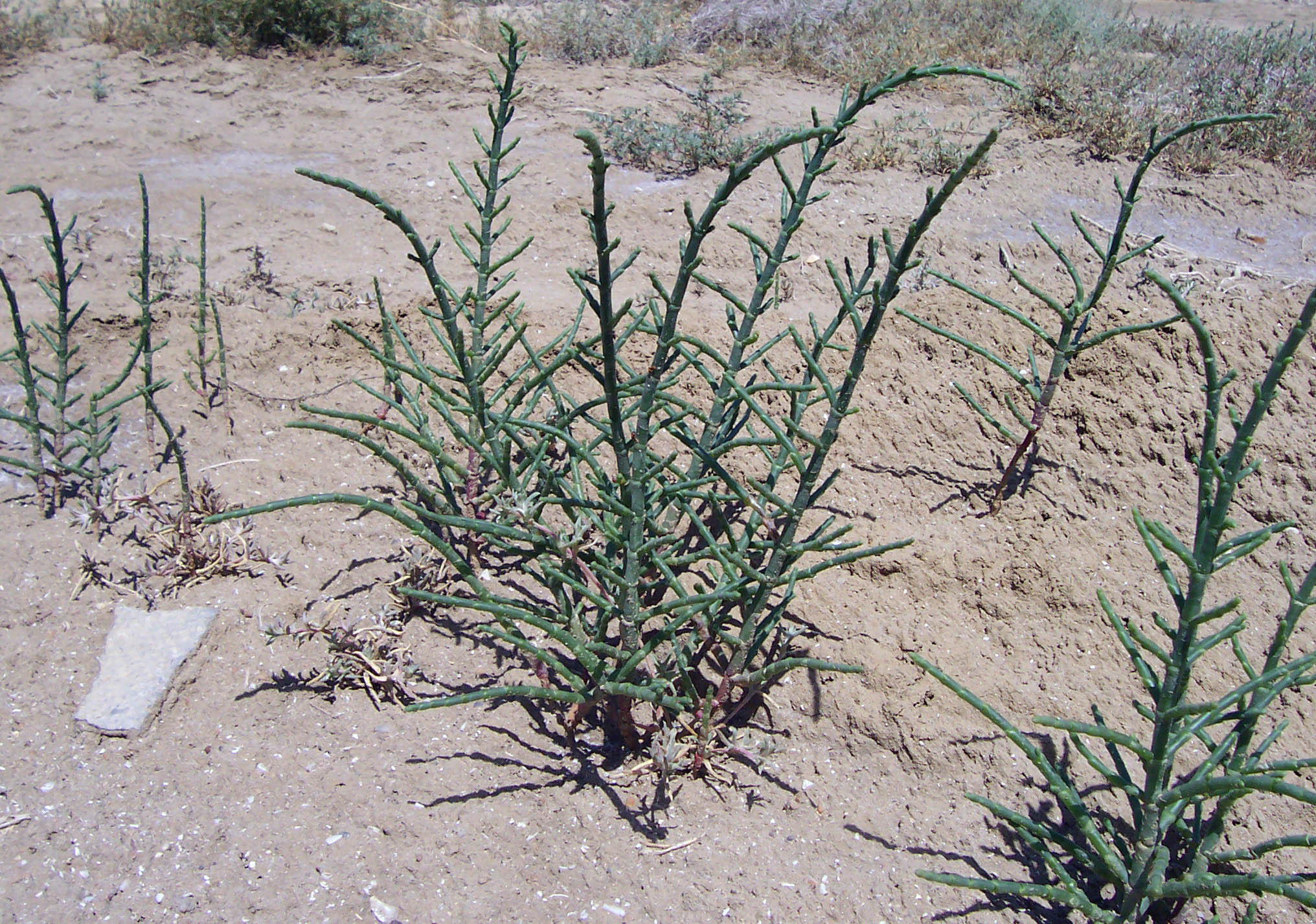
Salicornia europaea, Baku, Azerbaidjan 2006

Salicornia europaea, cunoscută sub denumirea de salicornie, sau brâncă, este o plantă anuală halofilă cu flori   din familia Amaranthaceae. Ca suculent, are un conținut ridicat de apă, ceea ce explică aspectul său ușor translucid. Crește în diferite zone de mlaștini sărate în zona fluxului, pe plaje și printre mangrove.

## Descriere
Plantele de salicornie sunt relativ mici și au tulpini articulate, de culoare verde strălucitor. În timpul toamnei, aceste plante devin roșii sau violete. Frunzele lor sunt mici și arată ca niște solzi, producând fructe cărnoase care conțin o singură sămânță. 
La fel ca majoritatea membrilor subfamiliei Salicornioideae, speciile Salicornia folosesc calea de fixare a carbonului C3 pentru a prelua dioxidul de carbon din atmosfera înconjurătoare.

## Utilizări
Cenușa de salicornie și de varec a fost folosită mult timp ca sursă de sodă (în principal carbonat de sodiu ) pentru fabricarea sticlei și a săpunului. Introducerea procesului Leblanc pentru producția industrială de carbon de sodiu în prima jumătate a secolului al XIX-lea a înlocuit utilizarea surselor vegetale. 

### Utilizare culinară
Salicornia europaea este comestibilă, atât gătită, cât și crudă.
Salicornia este de obicei fiartă, apoi acoperită cu unt sau ulei de măsline. Datorita conținutului mare de sare, trebuie fiartă fără sare, în multă apă. Fiartă, seamănă la culoare cu algele marine, iar aroma și textura sunt ca niște tulpini tinere de spanac, sparanghel sau anghinare. Salicornia se mănâncă adesea folosită cu peștele sau fructele de mare.

## Cercetare farmacologică
În Coreea de Sud, Phyto Corporation a dezvoltat o tehnologie de extragere din salicornie a sării cu conținut scăzut de sodiu. Compania susține că sarea vegetală obținută în mod natural este eficientă în tratarea tensiunii arteriale crescute și a steatozei hepatice prin reducerea aportului de sodiu. Compania a dezvoltat, de asemenea, o pulbere de salicornie desărată care conține polifenoli antioxidanti și antitrombi, despre care se spune că este eficientă în tratarea obezității și arteriosclerozei, precum și că oferă un mijloc de a ajuta la rezolvarea penuriei globale de alimente.

## Utilizări ecologiste
Salicornia europaea este o nouă specie candidată pentru utilizarea în fitoremedierea eficientă a solurilor saline contaminate cu cadmiu.

## Creșterea salicorniei
Salicornia preferă un sol ușor, nisipos (sau un sol bine drenat) și o poziție însorită. Poate fi plantată odată ce pericolul de îngheț a trecut. Se udă cel mai bine cu o soluție salină de 1 linguriță de sare de mare în 1 imp pt (0,57 l) de apă. Salicornia crește cel mai bine în 200 mM NaCl.
În emisfera nordică, recoltarea mlădițelor de salicornie are loc din iunie până în august. Mai târziu, mlădițele vor deveni lemnoase.
Creșterea comercială a salicorniei pe câmpuri special sărate se practică în Marea Britanie, Israel, și Germania. În Marea Britanie este acum cultivată hidroponic pentru a fi furnizată pe tot parcursul anului și pentru a reduce presiunea asupra populațiilor sălbatice din cauza recoltării excesive.